# فيديريكو مانكويلو
فيديريكو أندريس مانكويلو (بالإسبانية: Federico Andrés Mancuello)‏ هو لاعب كرة قدم أرجنتيني في مركز الوسط ولد في يوم 26 مارس 1989 في مدينة ريكونكيستا في الأرجنتين، يلعب حالياً مع نادي فلامنغو في البرازيل وسبق له اللعب مع بيلغرانو وإنديبندينتي، في سنة 2015 بدأ باللعب مع منتخب الأرجنتين لكرة القدم يبلغ طول اللاعب 177 سم.

## مسيرته الكروية
لعب فيديريكو مانكويلو خلال مسيرته الاحترافية مع 5 أندية في ثلاثة عشر موسمًا وسجل خلالها 29 هدفًا ضمن 246 مباراة. حيث فاز في موسم واحد بالكأس ولم يفز بأي دوري.
خاض فيديريكو مانكويلو مسيرته مع نادي إنديبندينتي في موسم 2008–09 في المرة الأولى واستمر معه طيلة ثلاثة مواسم ثم في موسم 2012–13 ليلعب معه أربعة مواسم، مشاركًا طوالها في 149 مباراة سجل خلالها 20 هدف. ثم انتقل إلى نادي أتليتيكو بيلغرانو في موسم 2011–12 لمدة موسم واحد، حيث شارك في 21 مباراة سجل خلالها هدفًا واحدًا. لينتقل بعدها إلى نادي فلامنغو في عامي 2016-2018 ولمدة موسمين، مشاركًا في 29 مباراة سجل خلالها 5 أهداف. ثم انتقل إلى نادي كروزيرو ما بين عامي 2018 و2019 لمدة موسم واحد، مشاركًا في 20 مباراة سجل خلالها هدفًا واحدًا. هذا وانتقل لاحقًا إلى نادي تولوكا في موسم 2018–19 ولمدة موسمين، مشاركًا في 27 مباراة سجل خلالها هدفين.

## روابط خارجية
- فيديريكو مانكويلو على موقع قاعدة بيانات كرة القدم.إي يو (الإنجليزية)
- فيديريكو مانكويلو على موقع ناشيونال فوتبول تيمز (الإنجليزية)
- فيديريكو مانكويلو على موقع Soccerway.com (الإنجليزية)
- فيديريكو مانكويلو على موقع عالم كرة القدم.نت (الإنجليزية)